# Gregor fra Nazianz
Gregor fra Nazianz (ca. 329 i Nazianz i
Kappadokien – 389 el.390) var en græsk kirkefader; sammen med Basileios den Store og dennes bror Gregor fra Nyssa en af de såkaldte "kappadokiske fædre".
Gregor studerede i det palæstinensiske Cæsarea, i
Alexandria og i Athen, på hvilket sidste sted han
lærte den senere kejser Julian Apostata at
kende og sluttede venskab med Basileios.
Efter at være vendt hjem blev han døbt
(360) og levede nu en stund ude i
ensomheden ved den pontiske flod Iris, hvor han
studerede Origenes sammen med Basileios. Da
han hørte, at hans fader – der var blevet
tilbage i Nazianz hvor han var biskop – havde underskrevet en
semiariansk formel, rejste han straks til ham for at
få ham retvendt, hvilket også lykkedes.
Samtidig meddelte faderen ham præstevielsen
(361), men han trak sig straks atter ud i
ensomheden.
Altid kæmpede lysten til ensomhed
og lysten til at vinde laurbær ude på den
store skueplads i ham. 364 blev han faderens
medhjælper, 372 gjorde Basileios ham til biskop
i den lille by Sasima, men det syntes ham for
ringe, og efter faderens død 375 trak han sig
atter ud i ensomheden. 379 blev han kaldet til
Konstantinopel af den derværende lille
nikænske menighed, og her udfoldede han al sin
lærdom og veltalenhed for at bevise Kristi
guddom, så nikænernes tal øgedes uhyre. 380
gjorde kejser Theodosius ham til patriark af Konstantinopel.
Han deltog i ledelsen af
kirkemødet i Konstantinopel 381, men kort efter at
det var åbnet, forlod han det og levede fra
nu af som eneboer i Kappadokien, hvor han
døde.
Gregor har fået navnet "teologen" idet han bidrog til at give treenighedsdogmet dets endelige form.